# Palacio Minotto-Barbarigo
El Palacio Minotto-Barbarigo o palacio Minotto, es un edificio histórico italiano situado en el sestiere de San Marco frente al Gran Canal en Venecia, junto al Palacio Corner della Ca' Granda.

## Historia
El edificio está formado por la unión de dos casas anexionadas en el siglo XVII; la más antigua, el palacio Minotto, edificio gótico del siglo XV con elementos bizantinos del siglo XII, entre los que destaca una imposta decora con hojas de acanto; y otro más moderno, el palacio Barbarigo, del siglo XVII.
En 1739 Gregorio Barbarigo, después de contraer matrimonio con Caterina Sagredo, decidió embellecer el palacio, encargando los trabajos de decoración a los artistas Giambattista Tiepolo, Francesco Fontebasso, Gerolamo Mengozzi Colonna y Carpoforo Mazzetti que realizaron pinturas al fresco y esculturas en todas las estancias.
La familia Barbarigo se extinguió en 1804 con el fallecimiento de su última representante, Contarina Barbarigo, pasando la propiedad en herencia a la familia de Marcantonio Michiel.
Desde 2005 la asociación cultural "Musica a Palazzo" utiliza la planta noble para representaciones de ópera.

## Descripción
En la fachada principal, orientada al Gran Canal, destaca en la planta noble una polífora de tres aberturas con arco apuntado a cuyos lados se sitúan asimétricamente tres monóforas.
En el interior, son interesantes los estucos en estilo rocaille realizados por Carpoforo Mazzetti en el dormitorio principal, con figuras de amorcillos y querubines y espejos, así como los que elaboró para el comedor. Igualmente destacan los frescos de Giambattista Tiepolo en la sala que actualmente lleva su nombre.